# Antonín Šetela
Antonín Šetela (12 aprile 1882 – ...) è stato un calciatore boemo.

## Statistiche

### Cronologia presenze e reti in nazionale
| Cronologia completa delle presenze e delle reti in nazionale ― Boemia | Cronologia completa delle presenze e delle reti in nazionale ― Boemia | Cronologia completa delle presenze e delle reti in nazionale ― Boemia | Cronologia completa delle presenze e delle reti in nazionale ― Boemia | Cronologia completa delle presenze e delle reti in nazionale ― Boemia | Cronologia completa delle presenze e delle reti in nazionale ― Boemia | Cronologia completa delle presenze e delle reti in nazionale ― Boemia | Cronologia completa delle presenze e delle reti in nazionale ― Boemia |
| Data                                                                  | Città                                                                 | In casa                                                               | Risultato                                                             | Ospiti                                                                | Competizione                                                          | Reti                                                                  | Note                                                                  |
| --------------------------------------------------------------------- | --------------------------------------------------------------------- | --------------------------------------------------------------------- | --------------------------------------------------------------------- | --------------------------------------------------------------------- | --------------------------------------------------------------------- | --------------------------------------------------------------------- | --------------------------------------------------------------------- |
| 1-4-1906                                                              | Budapest                                                              | Ungheria                                                              | 1 – 1                                                                 | Boemia                                                                | Amichevole                                                            | -                                                                     |                                                                       |
| Totale                                                                |                                                                       | Presenze                                                              | 1                                                                     |                                                                       | Reti                                                                  | 0                                                                     |                                                                       |